# Maschane cicadina
Maschane cicadina är en fjärilsart som beskrevs av Felix Bryk 1953. Maschane cicadina ingår i släktet Maschane och familjen tandspinnare. Inga underarter finns listade i Catalogue of Life.